# Gałęziak (roślina)
Gałęziak (Eucladium Bruch & Schimp.) – rodzaj mchów należący do rodziny płoniwowatych (Pottiaceae Schimp.). 

## Systematyka i nazewnictwo
Nazwa naukowa rodzaju Eucladium pochodzi ze złożenia greckich wyrazów: eu, czyli „dobrze, bardzo” oraz klados, czyli „gałązka, łodyga”. Nazwa ta odnosi się do dobrze wykształconych okółek liści na łodyżce.
Według The Plant List rodzaj ten liczy 7 akceptowanych nazw gatunków oraz wymienia ich 13 synonimów. Jednak dla 5 z tych nazw istnieją akceptowane gatunki należące do innych rodzajów z rodziny płoniwowatych, odwołujące się do tego samego basionymu. Według opracowania Flora of North America rodzaj liczył tylko 2 gatunki Eucladium verticillatum (Brid.) Bruch & Schimp. oraz Eucladium irroratum (Mitt. in Hook.) Jaeg. W 1993 r. R. H. Zander przeniósł gatunek Eucladium irroratum do rodzaju Tetracoscinodon, tym samym czyniąc rodzaj Eucladium taksonem monotypowym.
Wykaz gatunków według Flora of North America
- Eucladium verticillatum (Brid.) Bruch & Schimp. – gałęziak prząślik[5]

Wykaz gatunków według The Plant List
- Eucladium aeruginosum (Sm.) C.E.O. Jensen – Gymnostomum aeruginosum Sm.
- Eucladium calcareum (Nees & Hornsch.) C.E.O. Jensen – Gymnostomum calcareum Nees & Hornsch.
- Eucladium irroratum (Mitt.) A. Jaeger – Weissia irrorata Mitt.
- Eucladium recurvirostre (Hedw.) C.E.O. Jensen – Hymenostylium recurvirostrum (Hedw.) Dixon
- Eucladium styriacum Glow.
- Eucladium tenue (Schrad. ex Hedw.) C.E.O. Jensen – Gyroweisia tenuis (Schrad. ex Hedw.) Schimp.
- Eucladium verticillatum (Hedw.) Bruch & Schimp.